# Domenico Antonio Di Fiore
Domenico Antonio Di Fiore (Napoli, maggio 1686 – Napoli, 1755) è stato un attore teatrale, librettista e compositore italiano.

## Biografia
Di Fiore nacque a Napoli da Franco e Vittoria Ferraiuolo.
Di Fiore si sposò, una prima volta, nel 1710 con Giuseppina Lepore, che morì nel 1734 e, pochi mesi dopo, si sposò nuovamente, con Anna Maria Santangelo.
Fu un celebre Pulcinella dei teatrini popolari, fino ad arrivare al teatro San Carlino, dove fu attivo fino ai suoi ultimi giorni.
Nell'arco della sua carriera fu attivo anche come cantante e compositore: legò, infatti, la maschera di Pulcinella all'opera buffa.
Scrisse tre libretti d'opera buffa, due delle quali sono soprattutto parodie: l'una, Il Nerone detronato, di un'opera seria, l'altra, Bajazet in gabbia, di una tragedia di Jean Racine; la terza, Capitan Giancocozza, si rifà ai temi della Commedia dell'arte.
Gli sono attribuiti, in età ancora giovanile le musiche e le parole del Redicoluso contrasto de matremmonio mperzona de D. Nicola Pacchesecche e Tolla Cetrulo figlia de Zeza e Polecenella, che era ancora in auge, in tempo di carnevale, alla fine dell'Ottocento, nei teatrini popolari di Napoli, oltre che il Contrasto tra Annuccia e Tolla, zoè La Socra e Nora.
Di Fiore lavorò in un'epoca non molto fortunata per la Commedia dell'Arte, in piena decadenza, a tutto vantaggio dell'opera in musica e quindi dovette accontentarsi di recitare spesso in teatri di fortuna e marginali.

## Opere
- Il Nerone detronato;
- Bajazet in gabbia;
- Capitan Giancocozza;
- Redicoluso contrasto de matremmonio mperzona de D. Nicola Pacchesecche e Tolla Cetrulo figlia de Zeza e Polecenella;
- Contrasto tra Annuccia e Tolla, zoè La Socra e Nora.